# Тіні забутих предків (фільм)
«Ті́ні забу́тих пре́дків» (в міжнародному прокаті «Дикі ко́ні вогню́» (англ. Wild Horses of Fire) — український художній фільм режисера Сергія Параджанова, відзнятий у 1964 році на кіностудії імені Олександра Довженка. Екранізація однойменної повісті Михайла Коцюбинського. За операторство відповідав Юрій Іллєнко, за композицію Мирослав Скорик.
Фільм видався дебютним для Івана Миколайчука, що згодом стане відомим актором і режисером, а також одним із символів українського кінематографу. У фільмі також знялись Лариса Кадочникова, Тетяна Бестаєва, Спартак Багашвілі, Микола Гринько та інші.
Зйомки відбувалися у селі Криворівні Верховинського району Івано-Франківської області та на його околицях. Саме тут Михайло Коцюбинський написав свою повість. У перший рік прокату фільм переглянули 8,5 млн глядачів.
Гарвардський університет додав стрічку до списку обов'язкових для перегляду студентам, які претендують на вищий ступінь у кінознавстві.
Картина займає 1-шу позицію у списку 100 найкращих фільмів в історії українського кіно.

## Сюжет
Малий гуцул Іванко Палійчук стає свідком загибелі свого брата Олекси, а потім вбивства свого батька у перепалці з чоловіком із ворожого роду Гутенюків. Під час цих подій Іванко знайомиться з Марічкою, донькою вбивці його батька, дає їй ляпаса і викидає хустку в річку. Проте замість ворожнечі між ними виникає приязнь. Після смерті брата Іванко лишається останньою дитиною в сім'ї.
Іван та Марічка ростуть, проводять багато часу разом і закохуються одне в одного. Однак їхня рідня обурена цими стосунками, пам'ятаючи про ворожнечу родів. Марічка передбачає, що їм не бути парою. Господарство ведеться погано, тож невдовзі Іван вирушає на заробітки на полонини пасти овець і робити бринзу, плануючи повернутися до зими й одружитися з Марічкою.
Якось, пішовши шукати загублену вівцю, Марічка зривається зі скелі в гірську річку та гине. Спустившись із полонини, Іван дізнається про зникнення коханої та вирушає на її пошуки. Приєднавшись до сплаву, він знаходить тіло Марічки.
Після цього він замикається в собі й довго ходить понурий. За кілька років зустрічає Палагну й одружується з нею. Господарство ведеться добре, але Іван далі тужить за Марічкою. Палагна це розуміє, але намагається схилити Івана завести дітей. Він уникає цієї теми. Палагна починає зраджувати Іванові з сусідом — мольфаром Юрком. Іван, втім, байдужий до цього, оскільки все ще кохає Марічку. Померла починає йому ввижатися.
Палагна просить у Юрка, щоб той наслав на Івана чари і той помер. Іван стає відлюдькуватим, образ Марічки з'являється йому знову й знову. Пішовши за примарою однієї холодної ночі, він помирає.
Ховають Івана за місцевим звичаєм, з танцями і піснями, за чим у вікна спостерігають діти.

## Робоча група

### Акторський склад

Еротика у фільмі. Сцена з оголеною Палагною (у виконанні Тетяни Бестаєвої)

- Іван Миколайчук — Іван
- Лариса Кадочникова — Марічка
- Тетяна Бестаєва — Палагна
- Спартак Багашвілі — Юрко, мольфар
- Микола Гринько — ватаг вівчарів
- Леонід Єнгібаров — Микола, спузар
- Ніна Алісова — мати Іванова
- Олександр Гай — Петро Палійчук, батько Івана
- Неоніла Гнеповська — Параска Гутенюкова, мати Марічки
- Олександр Райданов — Онуфрій Гутенюк, батько Марічки
- Ігор Дзюра — Іванко в дитинстві
- Валентина Глинько[4] (в титрах — Глянько) — Марічка в дитинстві
- У масових та обрядових сценах задіяно мешканців села Криворівні Верховинського району Івано-Франківської області), в якому відбувалося знімання. У їхньому виконанні звучать також народні пісні й закадрові тексти.

### Знімальна група
- Сценарій: Іван Чендей, Сергій Параджанов
- Головний режисер: Сергій Параджанов
- Другий режисер: Володимир Луговський
- Оператор: Юрій Іллєнко
- Художники-постановники: Михайло Раковський, Георгій Якутович
- Декоратор: Петро Максименко
- Костюми: Лідії Байкової
- Гример: Володимир Шикін
- Композитор: Мирослав Скорик
- Звукооператор: Софія Сергієнко
- Другий оператор: Володимир Давидов
- Режисер монтажу: Марфа Пономаренко
- Фотограф: Олександр Антипенко
- Асистенти:
  - режисера: М. Гороховський
  - оператора: Ф. Ржешутек, Віктор Шувалов, Володимир Довгальов
  - пом. режисера: Л. Кустова
- Консультант: Федір Манайло
- Редактор: Олександр Сизоненко
- Директор картини: Н. Юр'єва
- Державний заслужений симфонічний оркестр УРСР, диригент Стефан Турчак

У знімальну групу як художника-постановника було запрошено графіка і книжкового ілюстратора Георгія Якутовича, який уже працював над оформленням книги «Тіней забутих предків». Параджанов так оцінював внесок Георгія: «Він не просто художник, а художник, що мислить. Можна було б знайти, мабуть, талановитішого за нього, але вдумливішого — ні. Він привів нас у Карпати, як гід. Вони йому знайомі. Він врятував нас від пейзанства, від фальші».
Оформлення повісті Коцюбинського Якутович завершив 1967 року, після виходу фільму.

## Створення фільму

### Передісторія

Георгій Якутович. «Під Різдво». Ілюстрація до повісті М. Коцюбинського

Сценарій фільму Сергій Параджанов писав із Іваном Чендеєм, упорядником закарпатських казок. Параджанов жив у Чендеїв майже місяць. Вчив Марію Чендей робити голубці з виноградного листя. Спав у робочому кабінеті Івана Михайловича. Після вечері лягав на диван і до другої ночі розказував письменникові технології написання сценаріїв. Зачіпав теми, на які подружжя боялося говорити. Іронізував:
Мені не можуть пришити український буржуазний націоналізм, бо за національністю я вірменин.

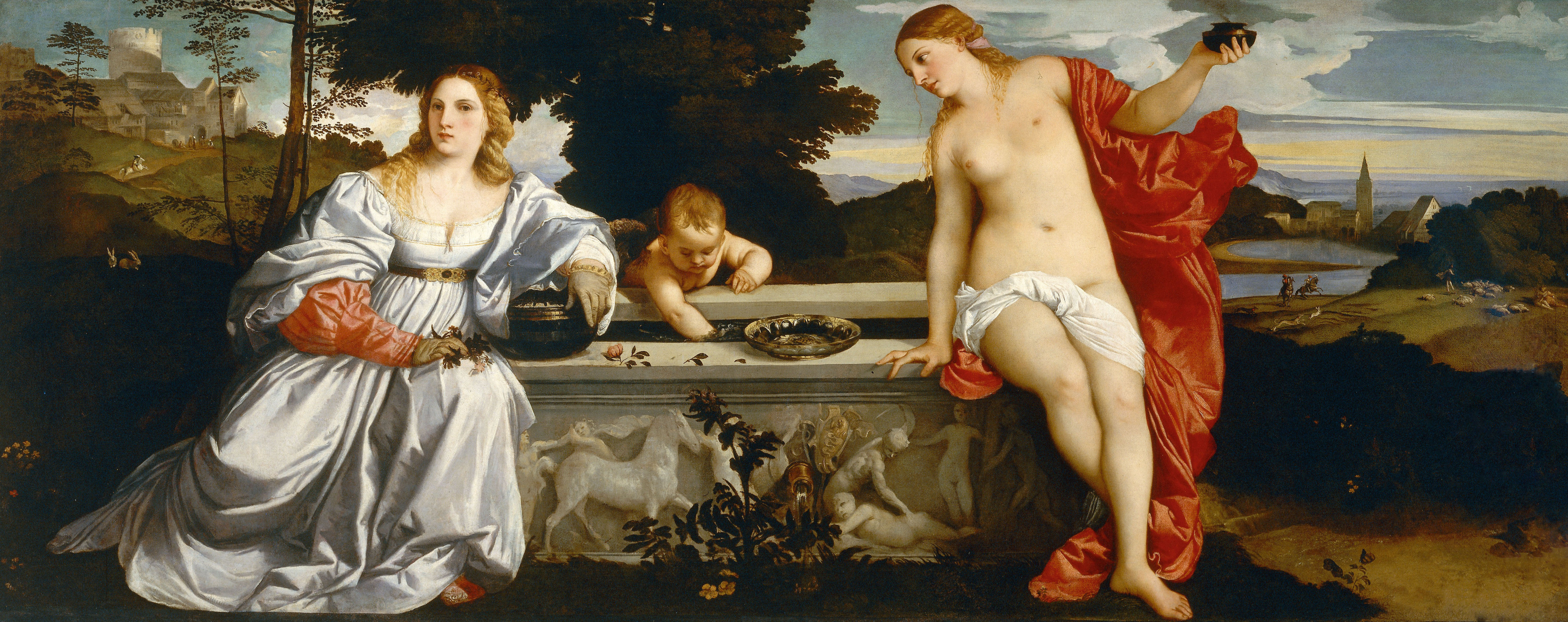
«Любов земна і Любов небесна» Тіціана, яка надихнула Параджанова

У часи опали прізвища Івана Чендея у титрах не було.
У грудні 1962 на засіданні художньої ради Київської кіностудії ім. Довженка з нагоди святкування сторіччя від дня народження Михайла Коцюбинського сценарій фільму затвердили.
Робота над фільмом тривала від 30 травня 1963 р. до 15 жовтня 1964 р.
Сергій Параджанов про зйомки:
«Я ображав групу тим, що вивчав храми, ходив на хрестини, на похорони. Все, що бачите на екрані, було насправді. Так, як плачуть гуцули, ніхто не може плакати. Це був рік життя, прожитий біля вогнища, біля джерела натхнення. Це незвичайний край, який треба пізнавати й вивчати у всій його чарівності.»

### Кастинг
На головну роль Івана Палійчука спочатку розглядали іншого актора, оскільки Параджанов вважав зовнішність Миколайчука невідповідною для ліричного героя. Втім проби вирішили провести, і згодом Параджанов писав:
Я не очікував нічого особливого, тому доручив Іллєнку (оператору) провести зйомки і пішов з павільйону. Через кілька хвилин мене наздогнав збуджений Юрій: «Сергію Йосиповичу! Поверніться! Це щось неймовірне! Щось нелюдське! Щось за межами розуміння і сприйняття.» Злякавшись, що я пішов, Іван побілів, йому здалося, що він мені не сподобався (так зізнавався актор потім), і в ньому ніби щось прорвалося. Він зачарував нас. Юний, дуже стурбований, він світився дивовижним світлом. Така чистота, така пристрасність, така емоційність вихлюпувалися з нього, що ми були вражені, забули про все, навіть про те, що вже затверджено іншого актора.
Ларису Кадочникову затвердили швидко. Параджанов із Іллєнком приїхали до Міністерства культури СРСР для здачі сценарію стрічки. Там Іллєнко познайомив Параджанова із дружиною Ларисою. Побачивши її на вулиці, Сергій крикнув: «О, Марічка!» і вирішив віддати роль їй.

### Знімання

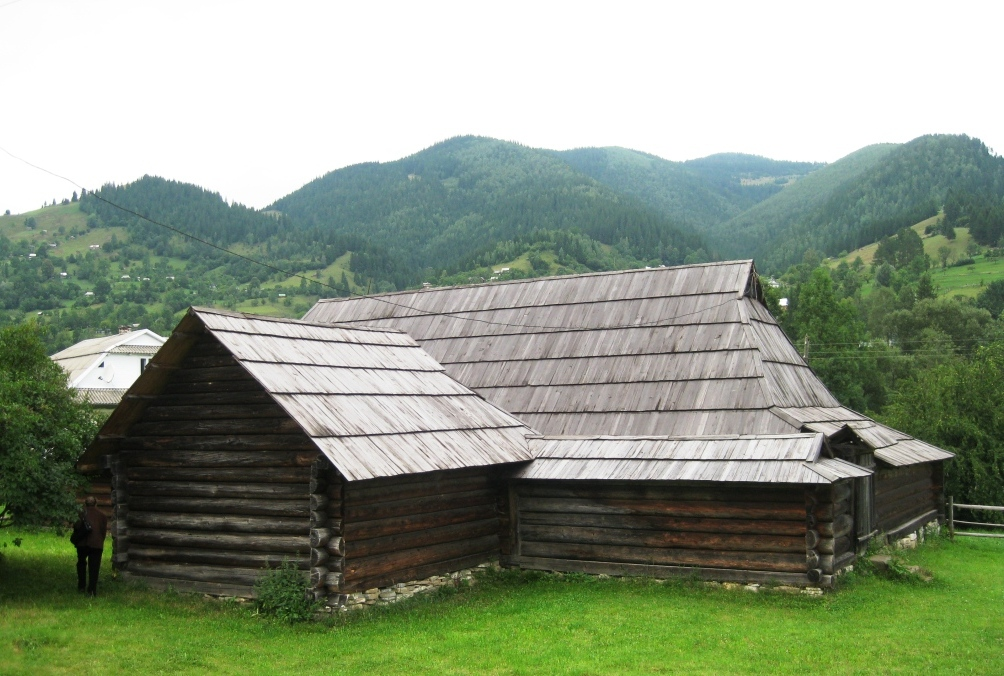
Хата-ґражда в Криворівні — місце знімань фільму «Тіні забутих предків» (2009 р.)

Знімання тривали майже рік і проходили в селі Жаб'є і околицях села Криворівня Верховинського району Івано-Франківської області. Параджанов активно вивчав гуцульську культуру, закохавшись у текст Коцюбинського і не хотів знімати «чергове ювілейне кіно», адже спочатку картину планували до святкування столітнього ювілею Коцюбинського.
Будинок, де жив режисер під час знімань, був постійно переповнений місцевими гуцулами. Це місце Сергій знайшов із художником картини Георгієм Якутовичем, який знав і любив Карпати. Знімання тривали майже цілодобово. Якщо не працювали на майданчику, то робили це в будинку Параджанова, де проходили постійні наради. У вільні від знімань дні Параджанов ходив на весілля чи похорони в околицях, вивчав побут або ж вирушав у місцевий музей народного костюма.
У фільмі можна побачити багато обрядів Гуцульщини. На зніманнях було багато місцевих жителів, які контролювали автентичність постановки. Приміром, гуцулам не сподобалося, що Параджанов вирішив одягнути під час сцени весілля на шию нареченому і нареченій ярмо, адже такої традиції не існує. Однак епізод у фільмі зберегли.
Оператор Юрій Іллєнко розповідав, що на зніманнях частими були розбіжності між ним і Параджановим. Одного разу суперечка дійшла до дуелі на старовинних гуцульських пістолетах, які приніс один із місцевих жителів. Юрій так описав цю історію:
Йшов дощ, ми повинні були зустрітися на мосту через Черемош. Але річка розбушувалася так, що міст знесло, а з тридцяти метрів між нами на протилежних берегах я ніяк не міг стріляти. Увечері з Києва прийшли перші проявлені плівки. Ми прийшли в залу, сіли по різних кутах. Подивилися першу коробку, і я зрозумів, що нікуди не поїду. Ми обнялися, поцілувалися — і почали знову битися.
Іноді прискіпливість режисера була жорстокою. У сцені прощання Івана й Марічки йде дощ — знімання проходили на початку жовтня, поливальна установка лила воду з температурою 2 градуси, але актори зробили близько 10 дублів. На знімання епізоду зі срібним лісом команда виїжджала кілька десятків разів. Параджанову не подобалася погода, він змушував перебудовувати рейки, по яких повинен був «плисти» привид Марічки.
Для ефекту потойбічного світу срібну фарбу нанесли не тільки на обличчя акторів, а й на листя дерев. Пізніше, друг Параджанова, режисер Василь Катанян згадував у своїй книзі «Дотик до ідолів»:
У 1966 році під Косовом, що в Україні, я побачив скелі, немов пофарбовані синькою. Восени, серед золотого листя, це виглядало незвичайно. Чому раптом сині? Ніхто не знав. А Сергій вигукнув: "Та це ж я їх пофарбував для «Тіней»! Невже досі не облізли?
1988 року в Києві Параджанов заявив: «Фільм не з'явився на порожньому місці. Був великий класик Коцюбинський. Вражений красою Карпат, він створив своїх Ромео і Джульєтту, поетичну притчу про кохання. Пам'ятаєте картину Тіціана, на якій зображено двох жінок — „Любов земна і Любов небесна“. У моєму фільмі це — Марічка і Палагна».

### Музика

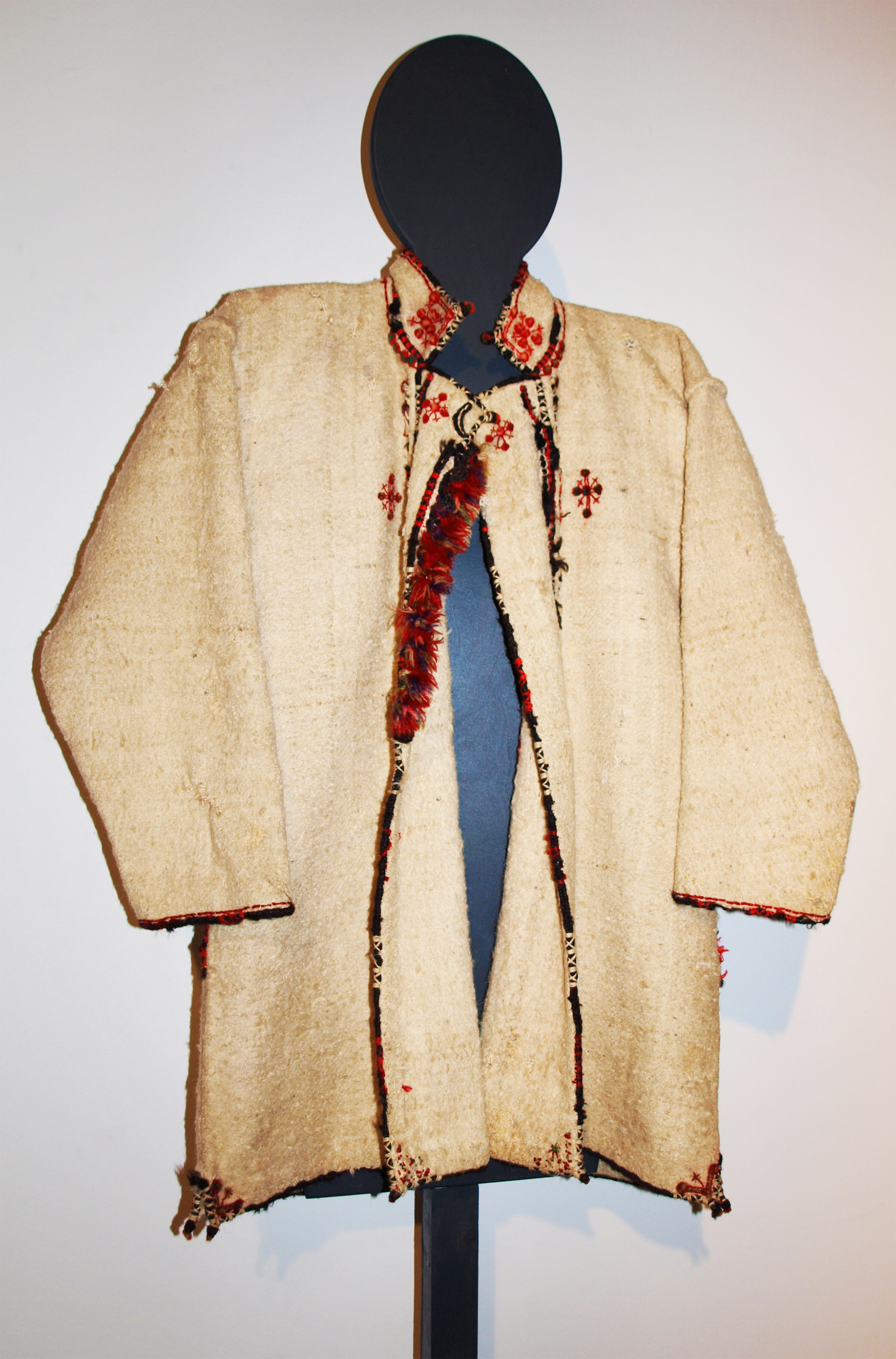
На зйомках використовувалося автентичне гуцульське вбрання

Сергій Параджанов для написання музики до свого фільму вирішив запросити композитора із Західної України, бо, на його думку, лише тут могли впоратися з «карпатською» темою. Серед претендентів були зокрема Анатолій Кос-Анатольський та Микола Колесса, але вибір пав на Мирослава Скорика. Режисер поставив йому завдання створити для фільму «геніальну музику». Сам же композитор згодом оцінив свою роботу як «достойну».
Окрім того, фільм насичений народною музикою в автентичному виконанні. Скорик згадував:
«Гуцулів навіть возили до Києва, записували їх у павільйоні. Таких звукозаписів доти не було. І навіть тепер не можна знайти. (…) А ще пам'ятаю, як нам треба було записати трембіти. (…) Просто неба це важко було зробити, і Параджанов десятеро трембітярів разом із трембітами заледве запхав у літак і привіз до Києва. (…) Причому інструменти везли у пасажирському салоні. Я ж їздив в експедиції в Карпати, добирав музикантів».
Музика стала одним із головних компонентів образної структури фільму. У стрічці звучать поширені у Карпатах інструменти — сопілка-денцівка, флояра, коза, дримба, трембіта. Співанки, мелодії весільних музи́к, голосіння, колядки і щедрівки («Добрий вечір тобі, пане господарю», «Во Вифлеємі нині новина», «Го-го-го, коза»), інші обрядові пісні (веснянка «Вербовая дощечка») та автентичність народної говірки створюють особливу цілісну звукову філософсько-естетичну концепцію фільму. На думку деяких сучасних дослідників, «такого багатства звукових складових до „Тіней забутих предків“ не знав жоден український фільм, що є однією з новаторських ознак стрічки».

## Реліз

### Акція підтримки під час прем'єри в Києві

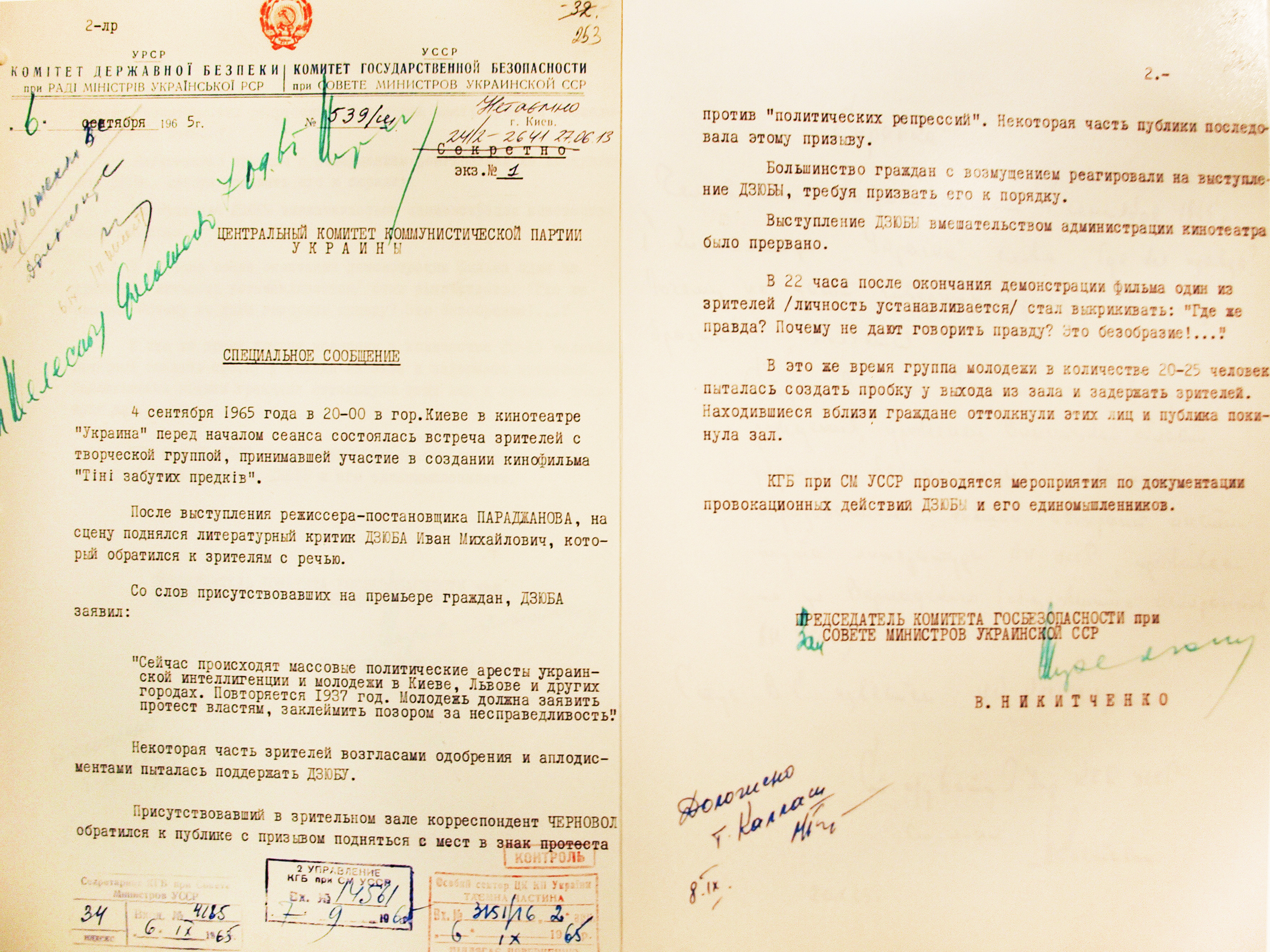
Спеціальне повідомлення КДБ УРСР про проведення політичної акції під час прем'єри фільму

Під час прем'єри фільму у київському кінотеатрі «Україна» 4 вересня 1965 року літературний критик Іван Дзюба зі сцени, аспірант-літературознавець Василь Стус і журналіст В'ячеслав Чорновіл в залі закликали підвестися на знак протестів проти арештів українських інтелектуалів, які відбулися влітку 1965 року. Під листом протесту підписалося 140 присутніх.
6 вересня 1965 року КДБ УРСР повідомляв:
«4 вересня 1965 року о 20:00 у м. Києві в кінотеатрі „Україна“ перед початком сеансу відбулася зустріч глядачів із творчою групою, яка брала участь у створенні фільму „Тіні забутих предків“. Після виступу режисера-постановника Параджанова, на сцену піднявся літературний критик Дзюба Іван Михайлович, який звернувся до глядачів із промовою. За словами присутніх на прем'єрі громадян, Дзюба заявив:
„Зараз відбуваються масові політичні арешти української інтелігенції та молоді в Києві, Львові та інших містах. Повторюється 1937 рік. Молодь повинна заявити протест владі, затаврувати ганьбою за несправедливість“.
Деяка частина глядачів вигуками схвалення та оплесками намагалася підтримати Дзюбу. Присутній в залі для глядачів кореспондент Чорновіл звернувся до публіки із закликом піднятися з місць на знак протесту проти „політичних репресій“. Деяка частина публіки відгукнулася на цей заклик. Більшість громадян з обуренням реагували на виступ Дзюби, вимагаючи закликати його до порядку. Виступ Дзюби втручанням адміністрації кінотеатру було перервано.

О 22 годині після закінчення демонстрації фільму один із глядачів (особа встановлюється) став вигукувати: „Де ж правда? Чому не дають говорити правду? Це неподобство!“ У цей же час група молоді в кількості 20-25 осіб намагалася створити тисняву біля виходу із залу і затримати глядачів. Громадяни, що були поблизу, відштовхнули цих осіб і публіка покинула зал».
У додатковій довідці, датованій 20 жовтня 1965 року, повідомлялося: «Людиною, яка вигукувала 4 вересня 1965 року в кінотеатрі „Україна“ слова: „Де ж правда? Чому не дають говорити правду? Це неподобство!“, виявився Стус Василь Семенович».
За спогадами Дзюби, щойно він розпочав акцію «… зразу заревла сирена. Очевидно, в наших кінотеатрах все передбачено — про всяк випадок». Водночас директору кінотеатру Федору Брайченку здалося, що замість сирени залунала музика: «Зорієнтувавшись, я негайно вирвав з рук політичного хулігана мікрофон. Секретар партійної організації кінотеатру Кузьмич Олег Степанович включив радіодинаміки, по яких почала транслюватись музика, а в цей час мною було зроблено все для того, щоб локалізувати подію». Кінотеатр швидко було оточено бійцями внутрішніх військ.
Після акції Івана Дзюбу одразу ж звільнили з роботи у видавництві «Молодь» і виключили з аспірантури Київського педагогічного інституту, В'ячеслава Чорновола звільнили з редакції газети «Молода гвардія», Василя Стуса відрахували з Інституту літератури АН УРСР, де він був аспірантом.

### Показ фільму у рамках акції підтримки італійських фільмарів
У 1977 році звичний Венеційський кінофестиваль не проводився, однак натомість між 15 листопада to 15 грудня 1977 року проведено спеціальні покази програми Культурного дисидентства (італ. Il Dissenso Culturale) як акту культурної підтримки італійськими митцями репресованих митців-дисидентів з Радянського союзу та інших комуністичних країн. У рамках цієї програми Культурного дисидентства був проведений спеціальний семінар про роботи Сергія Параджанова як акт підтримки проти його незаконного ув'язнення за гомосексуальність. Крім цього у рамках цієї програми Культурного дисидентства було представлено Кіно зі східних країн (італ. Cinema e Paesi dell'Est) в рамках якого 25 листопада 1977 року відбулися покази двох фільмів Параджанова, серед них і фільм 1964 року Тіні забутих предків. Перед показом фільму Ліно Мікіче, який згодом у 1997 році став президентом Венеційського кінофестивалю — зачитав заяву з протестом адресованим Радянському уряду та підписаний італійськими фільмарями та критиками.

### Відгуки

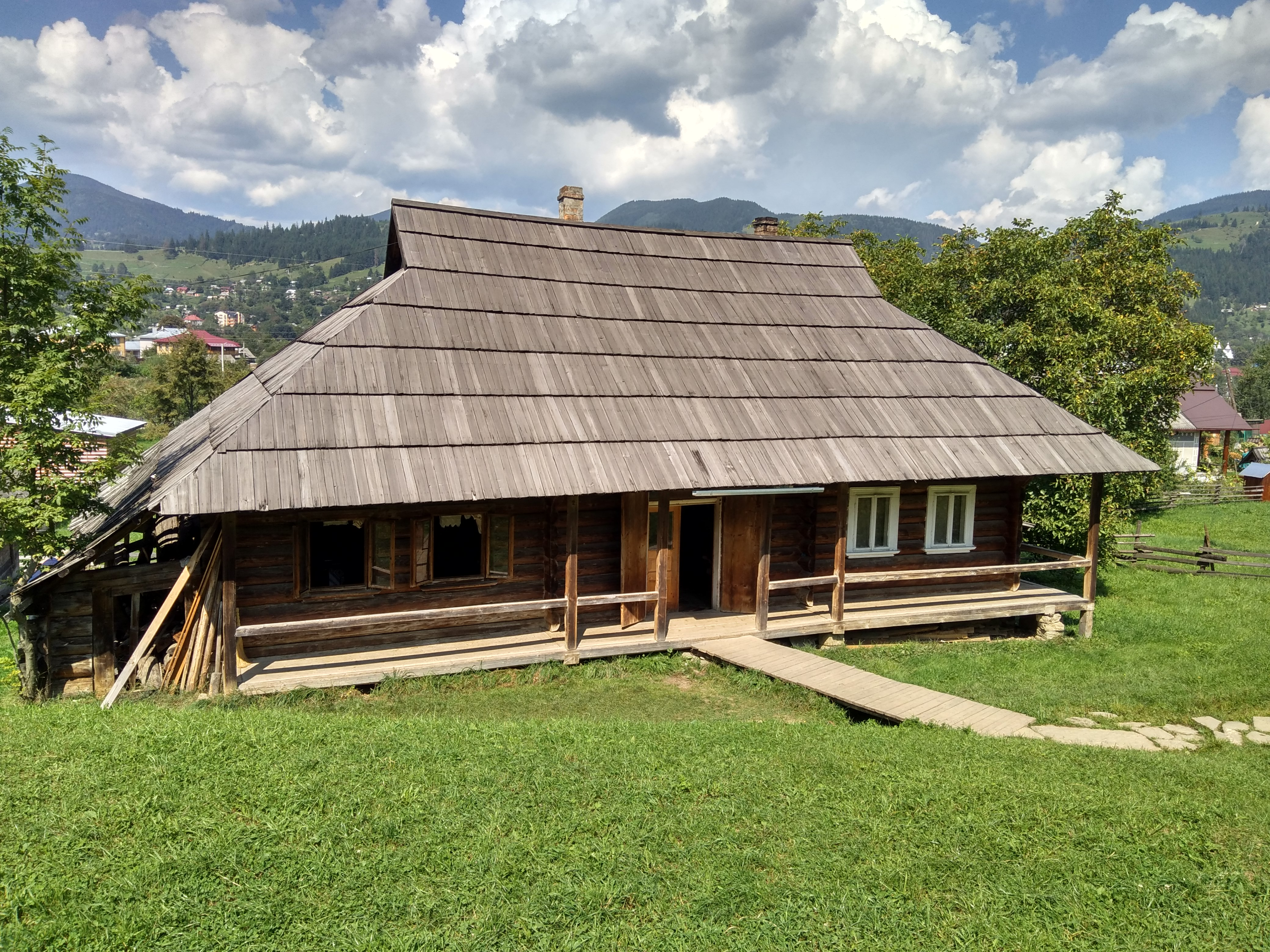
Хата-музей фільму в селищі Верховина

Журнал «Екран» (Польща), 1966 рік писав: «Це один із найдивовижніших і найвитонченіших фільмів, які траплялося нам бачити протягом останніх років. Поетична повість на межі реальності й казки, дійсності й уяви, достовірності й фантазії… Уяві Параджанова, здається, немає меж. Червоні гілки дерев, геометрична композиція усередині корчми з нечисленним реквізитом на тлі білих стін, Палагна на коні під червоною парасолькою і з напіводягненими ногами, грубість похоронного ритуалу з обмиванням померлого тіла і сцена оргіастичних забав у фіналі… Параджанов відкриває у фольклорі, звичаях, обрядах самобутній культурний ритуал, в рамках якого дійсність реагує на турботу і трагедію особи».
25 серпня 2022 року на youtube каналі «Загін Кіноманів» вийшов детальний опис кіно, що відновило зацікавленість аудиторії до цього фільму.

### Нагороди
- В березні 1965 «Тіні забутих предків» взяв участь у кінофестивалі в аргентинському місті Мар-дель-Платі. Фільм показували ввечері передостаннього дня фестивалю в кінотеатрі «Неґаро». За підсумками фестивалю картину нагородили «Південним хрестом», а також призом ФІПРЕССІ за колір, світло та спецефекти.[6]
- 1965 — Кубок фестивалю — МКФ у Римі.
- 1966 — Золота медаль Сергію Параджанову — Міжнародний кінофестиваль у Салоніках (Греція).
- 1966 — спеціальна премія журі на Всесоюзному кінофестивалі у Києві за талановитий художній пошук та новаторство режисеру С. Параджанову, оператору Ю. Іллєнку, художникам Г. Якутовичу, М. Раковському, Л. Байковій, композитору М. Скорику[27][28]
- 1991-го оператору Юрію Іллєнку, акторці Ларисі Кадочниковій, художнику Григорію Якутовичу і покійному на той час Сергію Параджанову присудили за стрічку Шевченківську премію[5].

### Пам'ять
У Верховині в хаті, де мешкав Сергій Параджанов під час зйомок, облаштовано музей фільму «Тіні забутих предків».
До 100-літньому ювілею від дня народження Сергія Параджанова, 9 січня 2023 року, у Чернівецькому обласному музеї народної архітектури та побуту провели перформативне дійство — читання кіносценарію «Тіні забутих предків» (спільний проєкт скансену, народного драматичного театру ім. Григорія Агєєва Центрального палацу культури Чернівців та арт-проєкту «Театр на Перехресті» ЧЦНК «Роша» в рамках музейного проєкту «Театр просто неба»). Режисер дійства — Іван Данілін.